# Olešná (okres Pelhřimov)
Obec Olešná (německy Woleschna) se nachází v okrese Pelhřimov v Kraji Vysočina. Žije zde 565 obyvatel.

## Historie
První písemná zmínka o obci pochází z roku 1379. Nejstarším rodem zde byli Vítkové. Od 1. ledna 1980 do 23. listopadu 1990 byla obec spolu se svými částmi Chválov, Plevnice a Řemenov součástí města Pelhřimov.

## Školství
- Základní škola a mateřská škola Olešná

## Pamětihodnosti
- Dolní mlýn – č.p. 2

## Části obce
- Olešná
- Chválov
- Plevnice
- Řemenov